# 射手 (軍事單位)

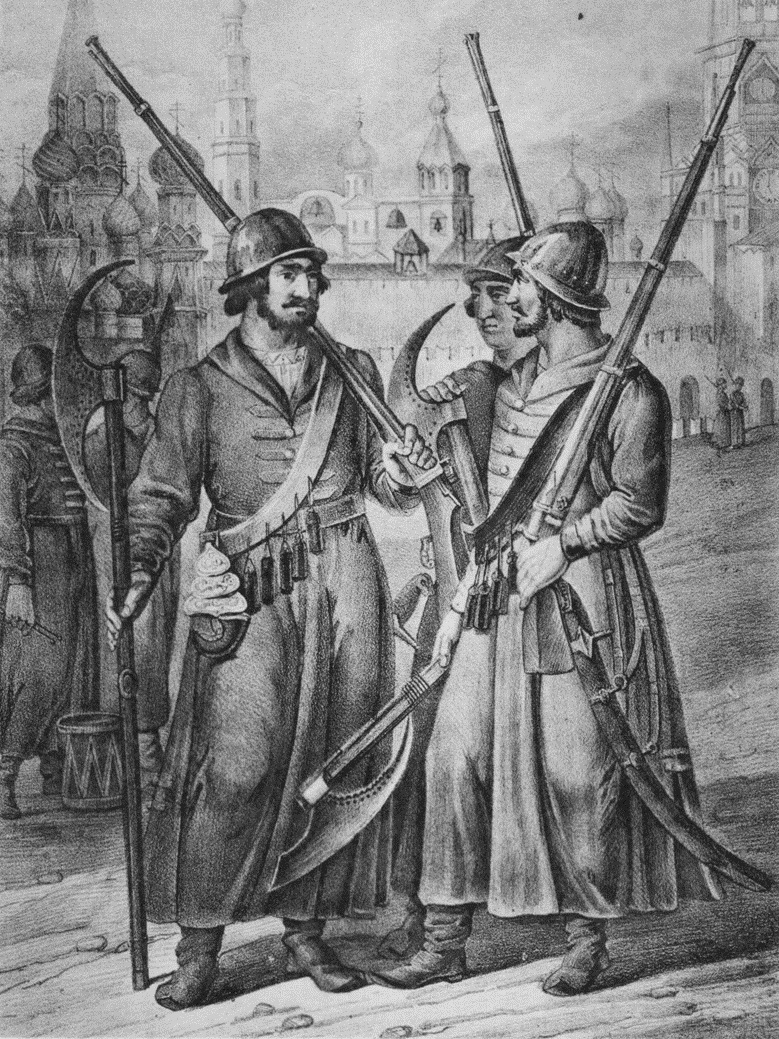
裝備月形斧身長柄斧與銃的射手。

射手衛隊（羅馬化：streltsy，直译："射手"。單數形：，羅馬化： strelyets），又譯射擊者、射擊軍，是十六世紀至十八世紀早期的俄罗斯衛兵單位，裝備著槍銃。也被稱為射擊者部隊（стрелецкое войско）。
第一支射手部隊是伊凡四世在1545年至1550年之間創立的，這時他們裝備著鉤銃。第一次參與的作戰是1552年的喀山攻城戰，招募對象來自工匠與農村人口。
之後，這個單位的兵役變成終身制與世襲制。因此雖然在一開始在十六世紀時還是菁英單位，但是後來因缺乏訓練與缺乏新進人員而衰退。
射击军在彼得一世时代发动叛乱，遭到血腥镇压，并为彼得的军事改革编练的西式陆军所替代，彻底退出历史舞台。
他们所持的月形斧身长柄斧是最具特色的装备，实际上并非只用来近战，也是作为早期笨重火枪的支架使用。这一特点在历史电影及电脑游戏中都有体现。